# Elisabeth Christine de Brunswick-Lüneburg
Elisabeth Christine de Brunswick-Lüneburg (8 noiembrie 1746 - 18 februarie 1840), a fost prima soție a Prințului Frederic Wilhelm, vărul ei primar și viitorul rege Frederic Wilhelm al II-lea al Prusiei.

## Biografie
Elisabeth Christine a fost al șaptelea copil și a treia fiică a lui Carol I, Duce de Brunswick-Lüneburg și a soției lui, Prințesa Philippine Charlotte a Prusiei, care era sora lui Frederic cel Mare. A fost aleasă de unchiul ei, regele Prusiei, ca mireasă potrivită pentru moștenitorul tronului Prusiei. La 14 iulie 1765 Elisabeth s-a căsătorit cu Frederic Wilhelm, Prințul Moștenitor, la moșia familiei în Salzdahlum.
Curând a devenit clar: cuplul nu a fost fericit unul cu altul. Regele Frederic a sperat că mariajul ar duce la producerea unui moștenitor, însă a observat că Frederic Wilhelm își neglija soția și îi era necredincios. Când primul lor copil s-a dovedit a fi o fată, relația lor s-a deteriorat. Rănită de neglijarea soțului ei și infidelitatea sa, Elisabeth a început să aibă aventuri cu muzicieni și ofițeri din Potsdam, lucru care a condus la un scandal în 1769 când a rămas însărcinată. 

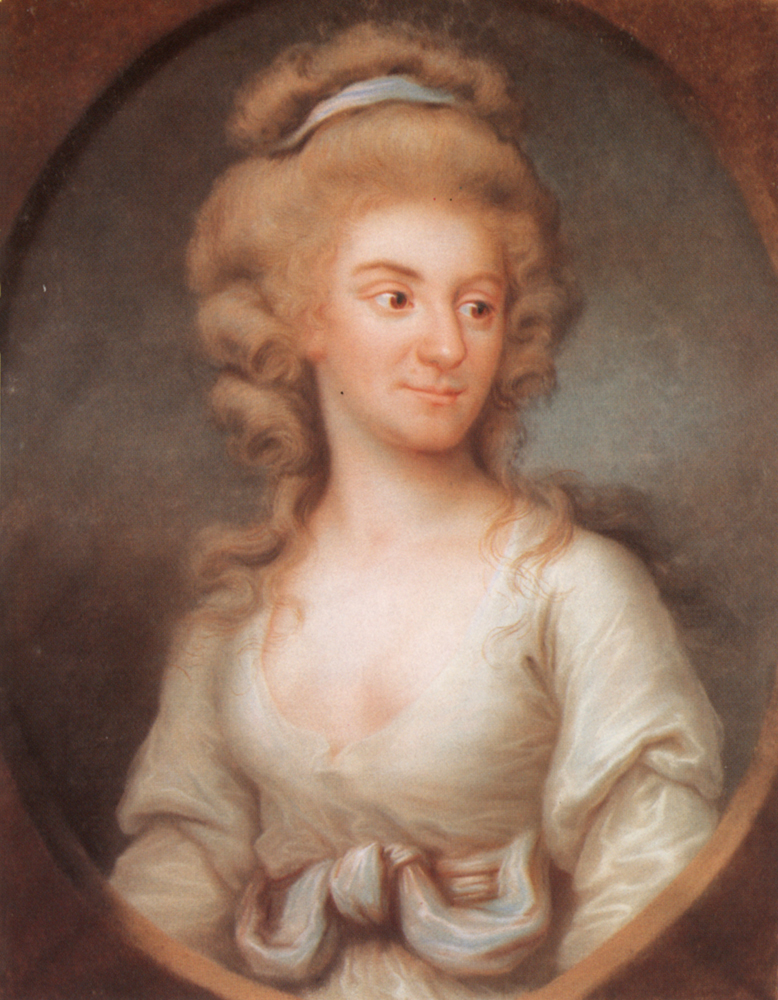
Fiica Elisabetei, Prințesa Frederica Charlotte a Prusiei.

A plănuit să fugă împreună cu amantul ei însă a fost trădată și căsătoria a fost dizolvată în câteva zile. Frații Elisabetei au forțat-o să plece. Prințesei nu i s-a permis să-și păstreze titlul. Regele și-a forțat nepotul să se recăsătorească în termen de câteva luni.  
În acest timp, Elisabeth a fost pusă sub arest la castelul din Stettin sub supravegherea unei rude. În cele din urmă, Frederic i-a îmbunătățit condițiile de viață. Începând cu anul 1774, reședința de vară a fost într-o mănăstire medievală din Jasenitz, acum parte a districtului Police în Pomerania. După moartea lui Frederic cel Mare în 1786, ea a fost tratată mai puțin strict. Când armata franceză a ocupat orașul în 1810, Elisabeth s-a mutat la o moșie în afara zidurilor orașului, pe care ea a numit-o Friedrichsgnade (mila lui Frederic).
Elisabeth a murit la vârsta de 93 de ani, supraviețuind tuturor fraților și surorilor sale. A avut un mausoleu separat deoarece nu a vrut să fie lângă rudele ei.
După divorț nu și-a mai văzut fiica niciodată. Frederica Charlotte a Prusiei a fost educată de bunica și mama vitregă și s-a căsătorit cu Prințul Frederic, Duce de York și Albany.
1. ↑  „Elisabeth Christine de Brunswick-Lüneburg”, Gemeinsame Normdatei, accesat în 10 decembrie 2014
2. ↑  „Elisabeth Christine de Brunswick-Lüneburg”, Gemeinsame Normdatei, accesat în 30 decembrie 2014